# Ткач Яків Микитович
Я́ків Мики́тович Ткач (жовтень 1906 , Карпилівка, Козелецький повіт, Чернігівська губернія, Російська імперія  — липень 1941 , Тараща, Київська область, Українська РСР, СРСР ) — український радянський партійний діяч, 1-й секретар Сумського та Дрогобицького обласних комітетів КП(б)У. Член ЦК КП(б)У (1940–1941). Депутат Верховної Ради СРСР 1-го скликання з 1940 року.

## Біографія
Народився у жовтні 1906 року в родині селянина-середняка в селі Карпилівка, тепер Срібнянський район Чернігівська область, Україна. У вересні 1922 — травні 1923 року — учень коваля в майстерні Роменської професійно-технічної школи Полтавського округу. У травні 1923 — травні 1924 року — учень токаря паровозного депо станції Ромни. У 1924 році вступив до комсомолу.
У травні 1924 — лютому 1926 року — помічник токаря паровозного депо станції Ромни. У лютому 1926 — жовтні 1927 року — токар Полтавського паровозно-ремонтного заводу залізничної станції Полтава.
Член ВКП(б) з червня 1927 року.
У жовтні 1927 — грудні 1930 року — студент Харківського інституту інженерів транспорту, здобув спеціальність інженера-механіка.
У грудні 1930 — травні 1931 року — змінний інженер, а у травні 1931 — травні 1932 року — начальник цеху Харківського авіаційного заводу імені РНК УСРР. У травні — грудні 1932 року — начальник цеху заводу № 125 у місті Москві.
У грудні 1932 — жовтні 1935 року — аспірант Харківського інституту інженерів транспорту. У жовтні 1935 — квітні 1938 року — декан факультету і доцент Харківського інституту інженерів транспорту.
У квітні — травні 1938 року — інструктор Харківського міського комітету КП(б)У. У травні 1938 — січні 1939 року — 1-й секретар Ленінського районного комітету КП(б)У міста Харкова.
У січні — березні 1939 року — 1-й секретар Організаційного бюро ЦК КП(б) України по Сумській області. У березні — листопаді 1939 року — 1-й секретар Сумського обласного і міського комітетів КП(б) України.
Після приєднання Західної України до УРСР, постановою Політбюро ЦК КП(б)України (№ 860-оп) 27 листопада 1939 року Ткач був призначений 1-м секретарем Дрогобицького обласного комітету КП(б) України. 
У листопаді 1939 — червні 1941 року — 1-й секретар Дрогобицького обласного і міського комітетів КП(б) України.
З 9 липня 1941 року — в Червоній армії, член Військової ради 26-ї армії. Загинув у липні 1941 року під час виходу з оточення поблизу міста Тараща Київської області.

## Родина
Брати: Микита і Дмитро.
Дружина — Марія Яківна Ткач (Сащенко). Дочка — Людмила (померла в травні 1940 року). Син — Ткач Микола Якович.

## Нагороди
- орден Леніна (7.02.1939)